# 錢壽占琴譜十操
《錢壽占琴譜十操》，古琴譜，清光緒六年錢壽占輯。

## 琴譜介紹
這部書是個鈔本，沒有序跋和琴論，題簽只提出“江蘇省人，宦遊來川”，也不著年代。共鈔了《行雲》、《羅浮》、《九霄環佩》等十個自作的琴曲。據現時四川彈琴家還有早起借錄錢氏《行雲》、《羅浮》二曲。